# Lai Chau
Lai Chau (vietnamita: Lai Châu) é uma província do Vietnã.
Até 25 de novembro de 2003, Lai Chau possuía 18.619,4 km². A partir desta data, a província foi desmembrada com a criação da província de Dien Bien.